# Internationaler Wissenschaftsrat
Der Internationale Wissenschaftsrat (englisch International Council for Science, französisch Conseil International pour la Science), kurz ICSU (ehemals englisch International Council of Scientific Unions, französisch Conseil International des Unions Scientifiques) war der 1931 gegründete internationale Dachverband der wissenschaftlichen Gesellschaften und wissenschaftlichen Akademien mit Sitz in Paris.
Im Juli 2018 fusionierte ICSU im Rahmen einer konstituierenden Generalversammlung in Paris mit dem Internationalen Rat für Sozialwissenschaften (ISSC) zum International Science Council (ISC).
Der Verband war eine wissenschaftliche Nonprofit- und Nichtregierungs-Organisation, die sich zum Ziel gesetzt hat, die wissenschaftlichen und technologischen Aktivitäten weltweit, die Verstärkung der Forschungsressourcen sowie das Verständnis der Öffentlichkeit für Wissenschaft zu fördern.
Dabei arbeitete die Organisation intensiv mit der UNO und anderen staatlichen und nichtstaatlichen Organisationen zusammen.
Mitglieder waren 25 internationale Vereinigungen sowie 95 nationale Akademien. Die deutschsprachigen Länder waren durch die Deutsche Forschungsgemeinschaft, die Österreichische Akademie der Wissenschaften und die Akademie der Naturwissenschaften Schweiz vertreten. Als Vorstandsgremium wirkte das Executive Board, alle drei Jahre fand die General Assembly (Vollversammlung) der Mitglieder, die das ICSU vollständig finanzieren, statt. Nach der Fusion zum ISC wurden alle Mitglieder von ICSU als Mitglieder in das ISC übernommen.

## Geschichte
Nach dem Ersten Weltkrieg wurde 1918 in Paris das International Research Council, kurz IRC, gegründet und 1919 wurde in Brüssel die erste Generalversammlung desselben abgehalten. Die restriktiven Statuten verhinderten einen Betritt der Nachfolgestaaten der ehemaligen Mittelmächte, namentlich des Deutschen Reichs und der Republik Österreich. Damit dies auch so blieb, wurde ein gewichtetes Stimmrecht unter Berücksichtigung der Kolonialbevölkerung der einzelnen Staaten konzipiert und die Statuten für die nächsten zwölf Jahre als unabänderlich erklärt. Folglich endeten die Debatten über die Lockerung der Aufnahmebedingungen in den Jahren 1922 und 1925 jeweils ablehnend, wenn auch im letzteren Fall die Abstimmung nur knapp ausfiel. Als ab 1926 selbst der Widerstand Frankreichs gegen die deutsche Mitgliedschaft bröckelte, war man in Deutschland nach Jahren der systematischen Niederhaltung und Boykottierung der deutschen Wissenschaft nicht bereit, dem IRC beizutreten.
1931 wurden schließlich die Statuten komplett umgestaltet und der neue Namen International Council for Scientific Unions, kurz ICSU, angenommen. Nachdem im Zweiten Weltkrieg jegliche Aktivitäten zum Erliegen gekommen waren, wurde die Kooperation danach wieder aufgenommen und zwar in deutlich größerem Umfang als zuvor. Mit der unrühmlichen Geschichte des IRC, die mehr von politischen Querelen als von wissenschaftlicher Arbeit geprägt war, wollte man zunehmend weniger in Verbindung gebracht werden, so dass heute meist 1931 als offizielles Gründungsdatum angegeben wird.
1998 folgte eine weitere Umbenennung in International Council for Science, das Kürzel ICSU wurde jedoch beibehalten, um Verwechslungen mit anderen Organisationen zu vermeiden.
Auf der außerordentlichen Generalversammlung in Oslo im Oktober 2016 wurde mit dem Internationalen Rat für Sozialwissenschaften (ISSC) beschlossen, eine Fusion der beiden Räte zu koordinieren. Auf der Generalversammlung in Taipeh im Oktober 2017 beschlossen ICSU und ISSC, im Jahre 2018 unter dem Namen Internationaler Wissenschaftsrat (ISC) zu fusionieren.

## Mitglieder (internationale Vereinigungen)
- Internationale Astronomische Union (IAU)
- Internationale Hirnforschungsorganisation (IBRO)
- Internationale Kartographische Vereinigung (ICA)
- Internationale Geographische Union (IGU)
- Internationale Mathematische Union (IMU)
- Internationale Union für Quartärforschung (INQUA)
- Internationale Gesellschaft für Photogrammetrie und Fernerkundung (ISPRS)
- Internationale Union für anthropologische und ethnologische Wissenschaften (IUAES)
- Internationale Union für Biochemie und Molekularbiologie (IUBMB)[3][4]
- Internationale Union der biologischen Wissenschaften (IUBS)
- Internationale Union für Kristallographie (IUCr)
- Internationale Union für Lebensmittelwissenschaften und Technologie (IUFoST)
- Internationaler Verband Forstlicher Forschungsanstalten (IUFRO)
- Internationale Union für Geodäsie und Geophysik (IUGG)
- Internationale Union für Geowissenschaften (IUGS)
- Internationale Vereinigung für Wissenschaftsgeschichte und -theorie (IUHPST)
- Internationale Vereinigung für Wasserumwelttechnik und -forschung (IAHR)
- Internationale Union immunologischer Gesellschaften (IUIS)
- Internationale Union der Materialforschungsgesellschaften (IUMRS)
- Internationale Union mikrobiologischer Gesellschaften (IUMS)
- Internationale Vereinigung der Ernährungswissenschaften (IUNS)
- Internationale Union für Radiowissenschaft (URSI)
- Internationale Union für Reine und Angewandte Biophysik (IUPAB)
- Internationale Union für Reine und Angewandte Chemie (IUPAC)
- Internationale Union für Reine und Angewandte Physik (IUPAP)
- Internationale Union für Physikalische und Ingenieurwissenschaften in der Medizin (IUPESM)
- Internationale Union für klinische Pharmakologie (IUPHAR)
- Internationale Union für physiologische Wissenschaften (IUPS)
- Internationale Union für Psychologie (IUPsyS)
- Internationale Bodenkundliche Union (IUSS)
- Internationale Union der Theoretischen und Angewandten Mechanik (IUTAM)
- Internationale Union der Toxikologie (IUTOX)

## Präsidenten
- 2011–2014: Yuan T. Lee
- 2014–2018: Gordon McBean[5]
- 2018–2021: Daya Reddy[6]
- ab 2021: Peter Gluckman[7]